# Estación de Cergy-Préfecture
La estación de Cergy-Préfecture es una estación ferroviaria francesa de la línea de Cergy, ubicada en el municipio de Cergy (departamento de Val-d'Oise).
Es una estación de SNCF de la línea A del RER y de la línea L del Transilien.

## Servicio de viajeros

### Servicio de trenes
Esta estación forma parte del ramal A3 de la línea A del RER así como de la línea L del Transilien.
La estación, subterránea, está ubicada debajo del centro comercial de 3 Fontaines y justo al lado de la prefectura de Val-d'Oise.
Está ubicada igualmente cerca de una gran estación de autobuses.

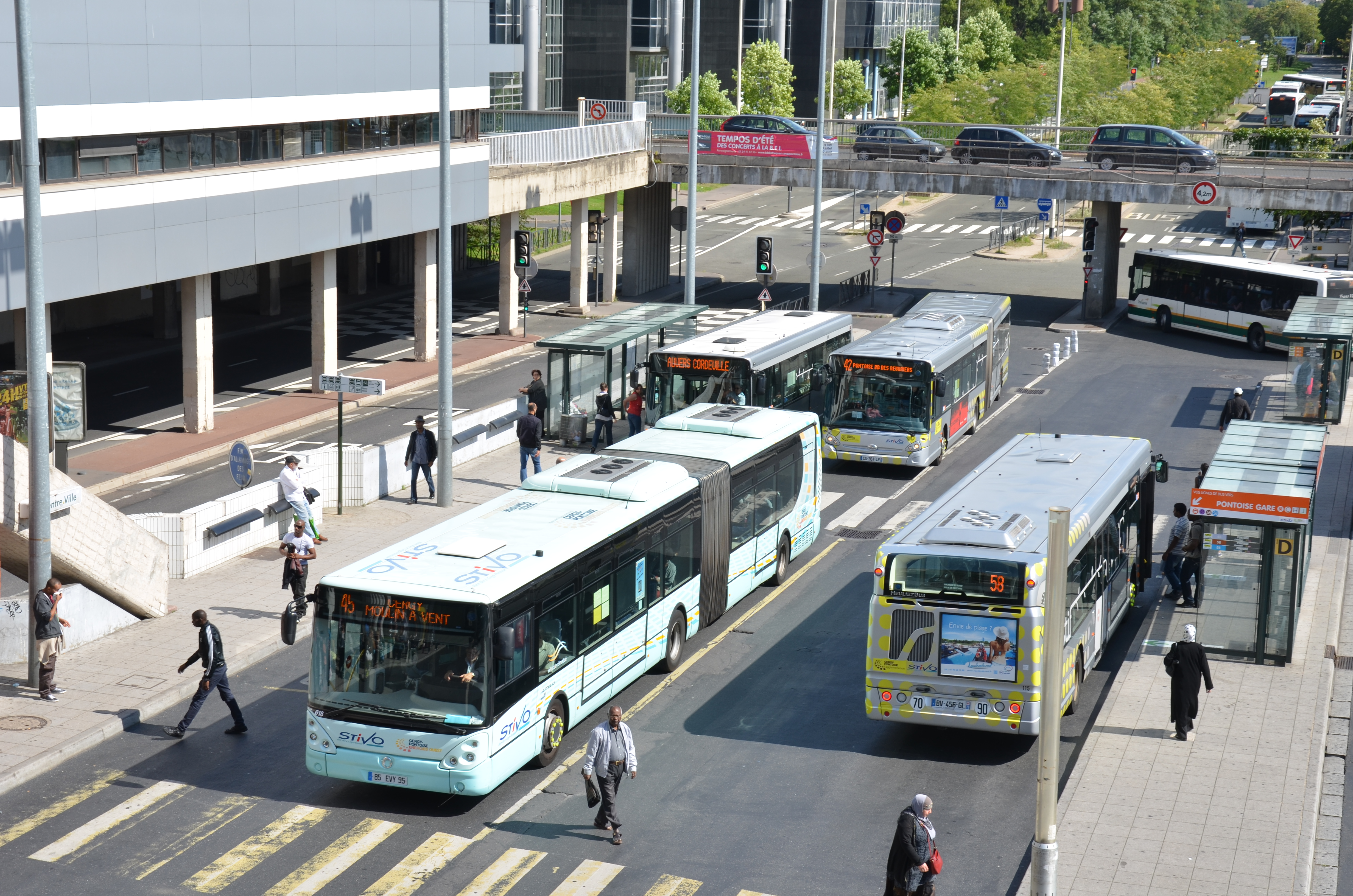
Estación de autobuses.

## Uso de la estación
En 2016, según las estimaciones de la SNCF, el uso anual de la estación es de 11070000 viajeros al año, haciéndola la estación más frecuentada de Cergy.